# Listă de actrițe - B
|  | Listă de actrițe \| \| Listă de actrițe - B \| Liste alfabetice de actori și actrițe \| Listă de actori A - B - C - D - E - F - G - H - I - J - K - L - M - N - O - P - Q - R - S - T - U - V - W - X - Y - Z |

## Actrițe - B
| - Karin Baal (* 1940) - Lauren Bacall (1924 - 2014) - Barbara Bach (* 1947) - Barbora Bobuľová (* 1974) - Vivi Bach (1939-2013) - Carroll Baker (* 1931) - Diane Baker (* 1938) - Lucille Ball (1911 - 1989) - Anne Bancroft (1931 - 2005) - Adrienne Barbeau (* 1945) - Brigitte Bardot (* 1934) - Ellen Barkin (* 1954) - Marie-Christine Barrault (* 1944) - Drew Barrymore (* 1975) - Ethel Barrymore (1879 - 1959) - Mischa Barton (* 1986) - Kim Basinger (* 1953) - Angela Bassett (* 1958) - Kathy Bates (* 1948) - Marie Bäumer (* 1969) - Chariklia Baxevanos (* 1936) - Anne Baxter (1923 - 1985) - Jennifer Beals (* 1963) - Emmanuelle Béart (* 1965) - Maria Beatty - Meret Becker (* 1969) | - Kate Beckinsale (* 1973) - Bonnie Bedelia (* 1946) - Monica Bellucci (* 1964) - Annette Bening (* 1958) - Fita Benkhoff (1901 - 1967) - Joan Bennett (1910 - 1990) - Iris Berben (* 1950) - Anita Berber (1899 - 1928) - Candice Bergen (* 1946) - Senta Berger (* 1941) - Ingrid Bergman (1915 - 1982) - Elisabeth Bergner (1897 - 1986) - Sarah Bernhardt (1844 - 1923) - Halle Berry (* 1966) - Jacqueline Bertrand (* 1935) - Juliette Binoche (* 1964) - Thora Birch (* 1982) - Jane Birkin (* 1946) - Jacqueline Bisset (* 1944) - Karen Black (* 1942) - Honor Blackman (* 1926) - Linda Blair (* 1959) - Susan Blakely (* 1952) - Annemarie Blanc (* 1919) - Rachel Blanchard (* 1976) - Cate Blanchett (* 1969) | - Alexis Bledel (* 1981) - Monica Bleibtreu (1944 - 2009) - Brenda Blethyn (* 1946) - Ulrike Bliefert - Joan Blondell (1906 - 1979) - Claire Bloom (* 1931) - Ann Blyth (* 1928) - Hannelore Bollmann (* 1925) - Helena Bonham Carter (* 1966) - Sandrine Bonnaire (* 1967) - Suzanne von Borsody (* 1957) - Jytte Merle Böhrnsen (* 1984) - Lucia Bose (* 1931) - Grit Böttcher (* 1938) - Lorraine Bracco (* 1949) - Sonia Braga (* 1950) - Marita Breuer (* 1953) - Louise Brooks (1906 - 1985) - Heidi Brühl (1941 - 1991) - Bulgaru Florina (* 1979) - Geneviève Bujold (* 1942) - Sandra Bullock (* 1964) - Annekathrin Bürger (* 1934) - Carol Burnett (* 1933) - Ellen Burstyn (* 1932) - Mae Busch (1895 - 1946) |

## Actori
|  | Listă de actori \| \| Listă de actrițe \| Liste alfabetice de actori și actrițe \| Listă de actori A - B - C - D - E - F - G - H - I - J - K - L - M - N - O - P - Q - R - S - T - U - V - W - X - Y - Z |